# Барда (Пермський край)
Барда (рос. Барда, башк. Барҙы, тат. Барда) - село в  Пермському краї Росії. Адміністративний центр Бардимського району.
Найбільше село краю. Національний склад села: башкири - 62,6%, татари - 31,3%, росіяни - 5%.

## Географія
Розташоване на лівому березі Тулви за 125 км на південний-захід від Пермі та ща 40 км на південь від Оси. У селі протікають притоки Тулви - Барда, Казьмакти, Сюздеєлга.

## Історія
Перша згадка про село в дозорній книзі 1630-1631 рр. В 1750 році тут була побудована перша мечеть, а в 1760 р при ній була зареєстрована перша мусульманська школа (медресе). В 1834 році в селі було 34 двори, в яких проживало 223 башкир, якими було засіяно восени 1841 року 896 пудів озимого і навесні 1842 року 128 пудів ярового хліба. В 1834 році з 34 дворів 18 були малі, 15 - нерозділені. Святкуються національні свята: Барда-Зієн, Сабантуй, які відзначаються раз на рік в середині червня.